# Asparagus racemosus
Asparagus racemosus — вид рослин із родини холодкових (Asparagaceae).

## Біоморфологічна характеристика
Це витка багаторічна трав'яниста рослина чи кущ. Стебла виткі, гіллясті, до 2 м; гілки зазвичай чітко смугасто-гребеневі. Листова шпора колюча. Кладодії в пучках по 3–5(8), лінійні, 10–25 × 0.5–1 мм, плоскі, серединна жилка чітка. Суцвіття — пазушні, багатоквіткові китиці чи волоті до 8 см; квітки двостатеві. Квітконіжка 1.5–4 мм, тонка, посередині зчленована. Листочки оцвітини 8 × 1.5 мм, білі. Тичинки рівні, до 2 мм, коротші від оцвітини, пиляки жовті, дрібні. Період цвітіння: жовтень — грудень.

## Середовище проживання
Поширений у тропічній Африці (Еритрея, Ефіопія, Судан, Сомалі, Кенія, Танзанія, Ангола, Мозамбік, Ботсвана, Намібія, Есватіні, ПАР, Мадагаскар), Азії (Бутан, Шрі-Ланка, Непал, Пакистан, Індія, пд. Тибет, М'янма, Індонезія, Малайзія), Австралії (пн. Квінсленд, пн. Західна Австралія, пн. Північна територія).

## Використання
Молоді ніжні пагони готують як овоч. Бульби зацукрують як солодощі. A. racemosus має низку лікарських застосувань. Придавлений корінь використовують для прання білизни.